# Wignacourt Fountain

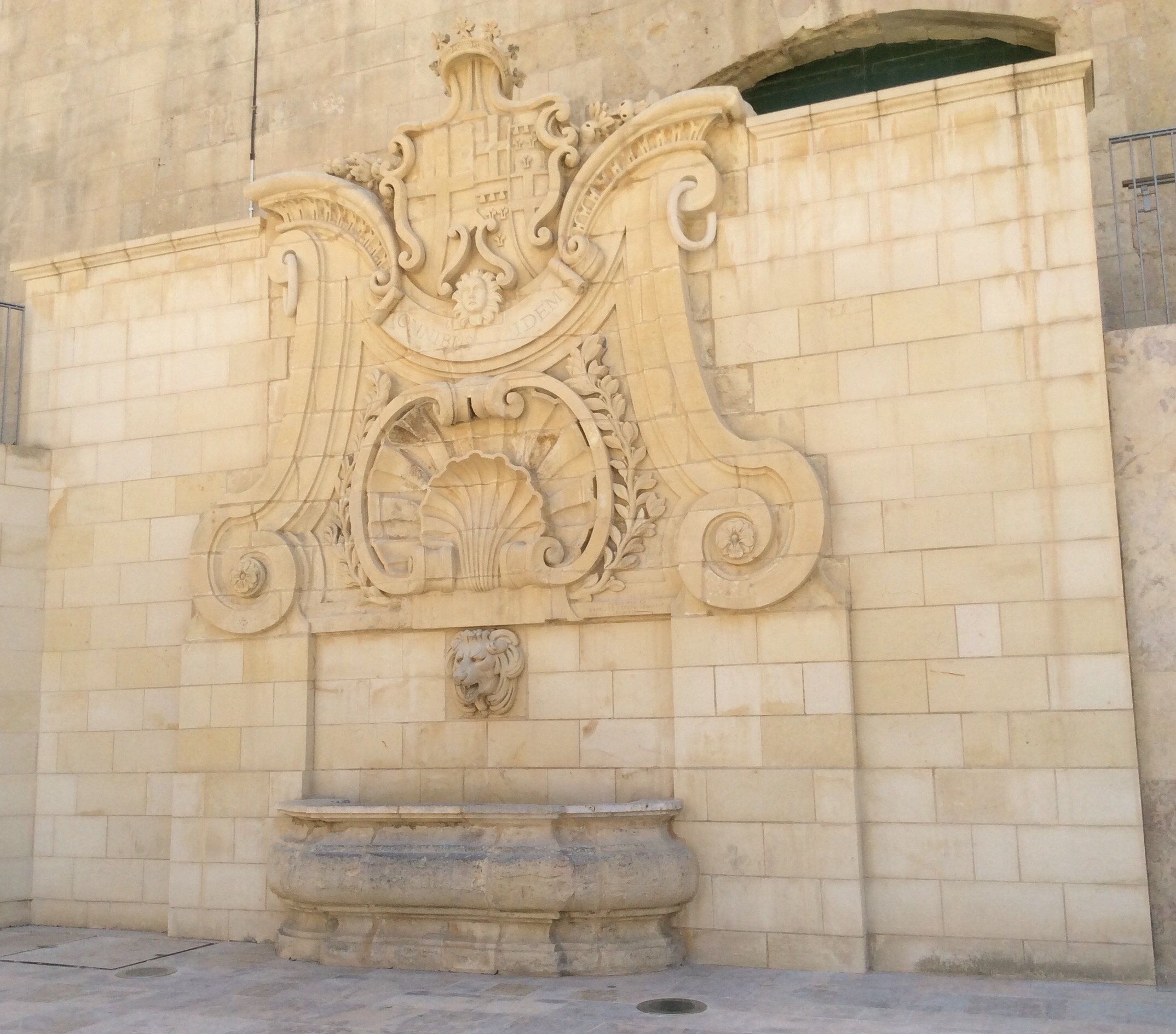
Wignacourt Fountain in Valetta

Wignacourt Fountain ist ein Brunnen aus dem 17. Jahrhundert in Valletta, Malta. Er wird von der maltesischen Denkmalschutzorganisation Dín l-Art Ħelwa betreut und instand gehalten.

## Geschichte
Im Jahr 1610 begann Großmeister Alof de Wignacourt mit dem Bau einer Wasserversorgung auf der Insel Malta. Das Wasser von Quellen in Rabat wurde durch den Wignacourt-Aquädukt in die neue Hauptstadt Valletta geleitet. Dort wurde eine Anzahl von Wasserentnahmestellen errichtet, die 1615 erbaute Wignacourt Fountain ist eine davon. Sie stand zunächst gegenüber der heutigen Ruine des Royal Opera House und wurde Ende des 19. Jahrhunderts an die Seitenfassade des Opernhauses versetzt. Während der Renovierung des St James Cavalier wurde der Brunnen abermals um einige Meter versetzt.

## Beschreibung
Der Brunnen besteht aus einem steinern Bassin, in das ein Löwenkopf Wasser speit. Verziert ist er mit zwei überlappenden Muschelschalen, die von Girlanden umwunden sind. Er trägt das Wappen des Großmeisters Alof de Wignacourt sowie das des Johanniterordens. Im unteren Teil ist eine von Strahlen umgebene Sonne abgebildet, mit dem Motto Omnibus Idem („Allen das gleiche“).